# 4818 Elgar
4818 Elgar је астероид главног астероидног појаса са средњом удаљеношћу од Сунца која износи 2,263 астрономских јединица (АЈ).
Апсолутна магнитуда астероида је 13,6.